# 신타니 도라사부로
신타니 도라사부로(일본어: 新谷 寅三郎, 1902년 10월 30일~1984년 12월 16일)는 7선 참의원 의원을 지낸 일본의 정치인이다.

## 생애
1902년 10월에 나라현 다카이치군 야기정(현 가시하라시)에서 태어났다. 구제 우네비 중학교와 구제 제일고등학교를 거쳐 1925년 도쿄제국대학(현 도쿄 대학) 법학부 정치학과를 졸업한 뒤 체신성에서 관료 생활을 시작했다. 이후 등대국장, 해무원 총무국장 등을 역임하고 운수체신성 해운국장이 되었다. 이때 총리대신 도조 히데키가 목조선의 증산을 명했는데 배못을 만들 철이 부족하다고 보고하자 은닉물자를 찾아와라는 식의 터무니없는 지시만 돌아오자 결국 사직해 버렸다.
전후인 1945년에 체신원 총재로 있던 마쓰마에 시게요시의 부탁을 받아들여 체신원 차장이 되었다. 1947년엔 제1회 일본 참의원 의원 통상선거에 무소속으로 전국구에 출마하여 당선돼 정치인이 되었다. 이후 녹풍회에 참여했으며 1950년 제2회 일본 참의원 의원 통상선거 때는 나라현 선거구로 옮겨서 출마해 재선 의원이 되었다. 그후 자유민주당에 입당했다. 당내 파벌은 이시이 미쓰지로의 파벌에 속했다.
노동정무차관과 참의원 내각·지방행정·대장·예산위원장을 차례로 거친 뒤 1966년 제1차 사토 내각 (제2차 개조)에 우정상으로 첫 입각했다가 4개월 뒤에 물러났다. 1971년 참의원 의장 선거 때 시게무네 유조의 독재적 스타일에 반대하며 벚꽃모임을 창설해 고노 겐조를 지지했다. 시게무네는 기우치 시로를 후계자로서 지지했지만 고노가 승리했다.
1972년 제2차 다나카 가쿠에이 내각이 출범하자 운수상으로 입각해 11개월을 재임했다. 이때 주오 신칸센이 나라현을 경유하도록 영향력을 행사했다. 운수상에서 물러난 뒤에는 자민당 당기위원장, 참의원 의원회장을 역임했다.
1984년 12월 현역 의원 신분으로 심부전으로 사망했다. 향년 82세. 사후 정3위에 추서됐다.

## 역대 선거 기록
|  | 0% |

|  | 56.17% |

|  | 61.1% |

|  | 65.35% |

|  | 58.24% |

|  | 52.39% |

|  | 53.94% |

| 전임 고리 유이치 | 제25대 우정대신 1966년 8월 1일~1966년 12월 3일 | 후임 고바야시 다케지 |

| 전임 사사키 히데요 | 제43대 운수대신 1972년 12월 22일~1973년 11월 25일 | 후임 도쿠나가 마사토시 |